# Tender Hearts
Tender Hearts é um filme mudo norte-americano de 1909 em curta-metragem, do gênero drama, escrito e dirigido por D. W. Griffith.